# Michael Pacher
Michael Pacher (Brunek, Tirol, 1435 — Salzburgo(presumidamente), 1498) foi um pintor e escultor austríaco. De estilo gótico, atuou durante o último quarto do século XV. Ele foi um dos primeiros artistas a introduzir na Alemanha os princípios do Renascimento na pintura. Pacher foi um artista muito completo que tinha um leque muito amplo de técnicas de pintura, escultura e arquitetura, produzindo trabalhos através de materiais como madeira e pedras. Passou a maior parte de sua vida trabalhando em igrejas locais ao redor do local onde nasceu. Ele pintou várias estruturas que serviram de retábulos de uma forma nunca antes vista pelos artistas do Norte Europeu.
A obra-prima de Pacher, a St. Wolfgang Altarpiece (1471–1481), é considerada um dos altares esculpidos e pintados mais impressionantes de toda a Europa. O altar é composto por cenas da passagem de Jesus na Terra e da Virgem Maria. Outro grande trabalho de Pacher, o Altarpiece of the Church Fathers, produzido em 1483 para o Monastério de Neusfit, fez uma cominação de pintura e escultura tão inovadora que foi considerada um dos marcos de uma nova forma de arte.
A influência primária de Pacher foi norte-italiana e as características do seu trabalho compartilham com a do pintor Andrea Mantegna. As influências alemãs também se fazem presente no trabalho de Pacher, especialmente nas esculturas de madeira. O estilo inconfundível do austríaco teve como fortes alicerces o Renascimento Italiano e o Gótico do Norte da Europa, que o ajudaram muito a consolidar suas próprias características na pintura. O artista morreu em 1498 possivelmente em Salzburg, na Áustria (com aproximadamente 63 anos).

## Carreira
Apesar da data de nascimento de Pacher ser desconhecida, ele nasceu no ano de 1435 nos arredores de Brixen, no Sudoeste dos Alpes Austríacos, no condado de Tyrol. É pouco conhecido como foi o processo de aprendizado do artista. Seu trabalho mais antigo descoberto é um retábulo datado de 1465 e assinado por ele, no entanto essa obra foi perdida. Pacher visitou Padua, no Noroeste da Itália, onde ele foi muito influenciado pelo trabalho Afresco moderno de Andrea Mantegna. Mantegna foi considerado um especialista renomado de perspectiva a partir de um ponto de referência baixo e sua composições deslumbrantes influenciaram muito Pacher que começava a consolidar o seu próprio estilo. Foi essa influência italiana que diferencia o artista dos seus contemporâneos alemães.
A partir de 1467, Pacher ficou conhecido como artista e escultor em Bruneck, que fica a quarenta quilômetros de Brixten, no Vale do Puster, onde ele participou de uma oficina para produzir retábulos. Suas habilidades em esculpir na madeira e pintar fizeram com que o contratassem para criar altares com estilo germânico. Eles são formados, geralmente, formas centrais bem figurativas, esculturas góticas que ficam no topo das estruturas que se situam atrás do altar, propriamente dito. Nos painéis laterais, cenas mitológicas ou religiosas também era pintadas
Durante os anos próximos de 1470, Pacher passou muito tempo no Neusfit, em Brixen, onde seu trabalho era basicamente pintar afrescos.
No ano de 1484, ele foi convocado pela Ordem Franciscana para ir a Salzburg e criar um retábulo, cujas apenas algumas partes sobreviveram aos ataques. Muitos dos trabalhos de Pacher foram destruídos ou muito danificados durante os conflitos no fim do Século XVII e outros em 1709. Um dos seus trabalhos mais importantes que remanescentes é St. Wolfgang Altarpiece além do Altarpiece of the Church Fathers.

## Estilo
Recebeu influências da arte italiana do Renascimento, em especial de Andrea Mantegna sendo um dos primeiros artistas a introduzirem os princípios renascentistas nas pinturas alemãs. Mas, em um segundo momento, também foi influenciado pela arte alemã, o que o fez fundir a arte renascentista italiana com o realismo gótico nórdico em suas obras. 
As habilidades de Pacher englobavam a pintura, arquitetura e escultura e unindo esses talentos seus trabalhos eram feitos por madeira e pedra. O austríaco chegou a pintar estruturas para retábulos no norte da Europa.
A principal obra de Pacher é o St. Wolfgang Altarpiece (1471 - 1481), que encontra-se ainda hoje no seu lugar de origem na Áustria. O altar é um retábulo composto por paineis fixos e móveis, em que a pintura se divide em quatro ou mais segmentos ou paineis. A três dispositivos distintos para se usar em diferentes ocasiões: um para todos os dias, o segundo apenas aos domingos e outro especial que só é acionado durante feriados. Acredita-se que o irmão dele, Friedrich Pacher também tenha pintado parte desta obra, contudo o seu trabalho só é visto quando esta se encontra fechado. A parte interna completa da peça foi pintada pelo próprio Michael Pacher.
Nela, estão cenas de Jesus e da Virgem Maria. Outro trabalho conhecido trata do Altarpiece of the Church Fathers (1483) o qual mescla pintura e escultura para produzir uma forma de arte única. 

## Galeria

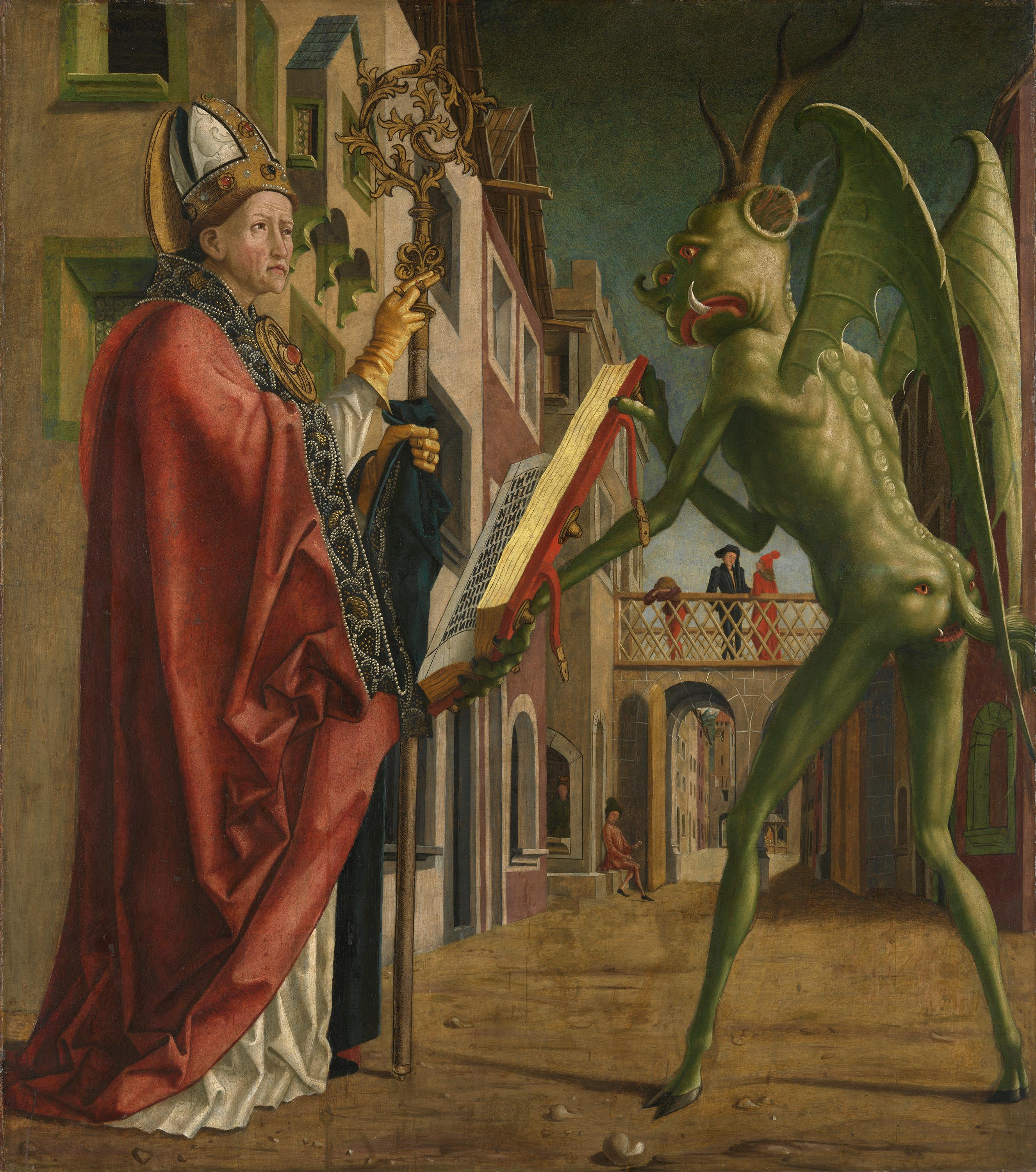
São Wolfgang e o  Diabo, Antiga Pinacoteca de Munique
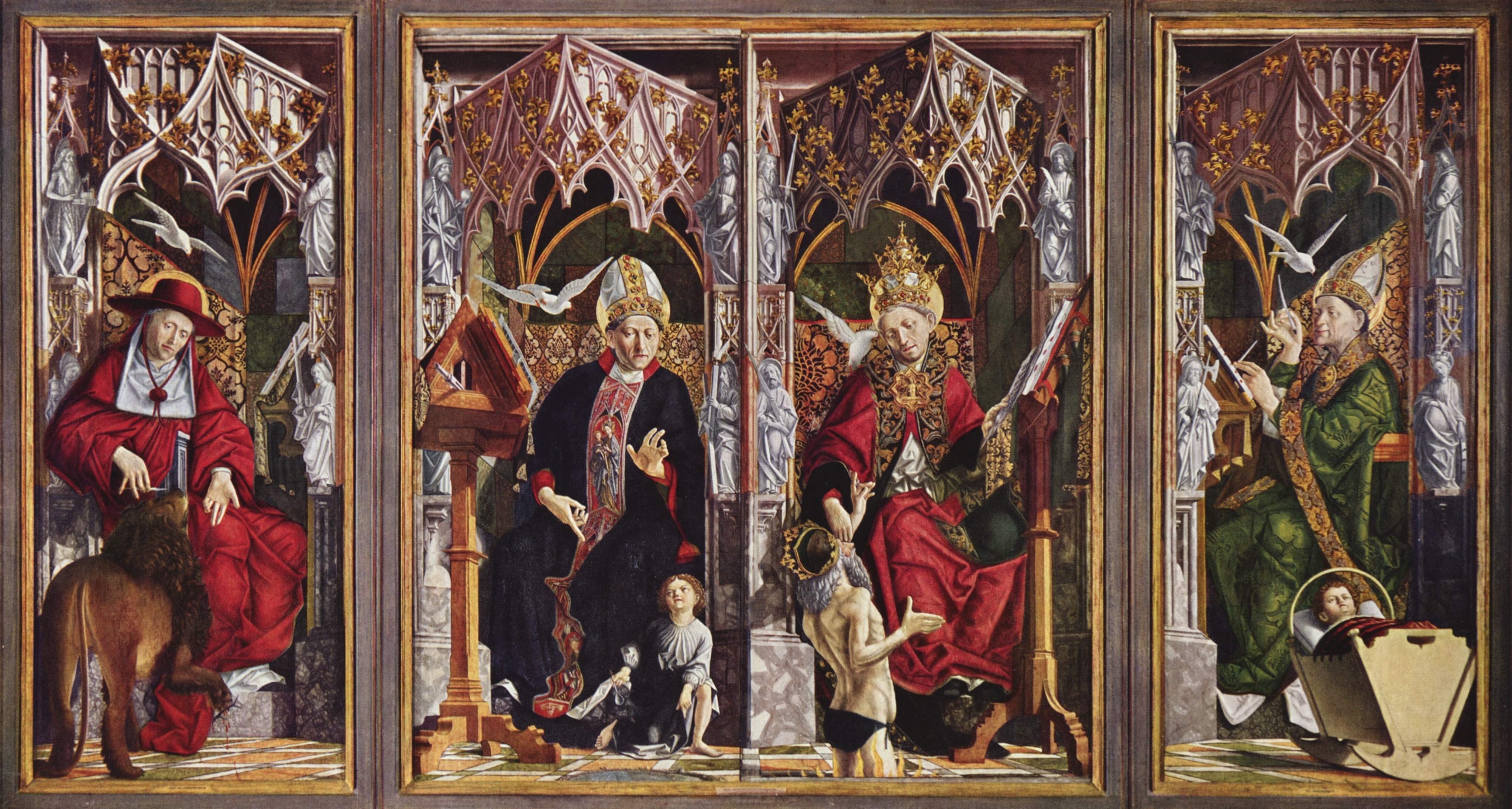
Altar dos Pais da Igreja, Antiga Pinacoteca de Munique